# 亚洲蒲公英
亚洲蒲公英（学名：Taraxacum asiaticum）为菊科蒲公英属的植物。其种加词“asiaticum”意为“亚洲的”。分布在朝鲜、俄罗斯以及中国大陆的甘肃、山西、辽宁、青海、湖北、吉林、河北、陕西、四川、内蒙古、黑龙江等地，生长于海拔200米至4,000米的地区，常生于河滩、草甸或林地边缘，目前尚未由人工引种栽培。
现接受名为深裂蒲公英（Taraxacum scariosum (Tausch) Kirschner & Stepánek, 2011）。

## 异名
- Taraxacum asiaticum Dahlst. var. lonchophyllum (Ledeb.) Ledeb.